# Kamyszłow
Kamyszłow (ros. Камышлов) – miasto w Rosji. Centrum administracyjne rejonu kamyszłowskiego w obwodzie swierdłowskim.
W mieście rozwinął się przemysł lekki, materiałów budowlanych oraz elektrotechniczny.

## Geografia
Położone na lewym brzegu Pyszmy, przy ujściu do niej Kamyszłowki, 136 km na wschód od Jekaterynburga. W miejscowości znajduje się stacja kolejowa.
Nieopodal Kamyszłowa (7 km) funkcjonuje uzdrowisko Obuchowo.

## Demografia
- 2005 – 28 600
- 2021 – 25 582[1]

## Historia
- 1668 – nad rzeką Kamyszłowką powstaje gród obronny
- 1687 – powstaje Osada Kamyszłowska
- w XVIII wieku przez osadę wytyczono wielki trakt syberyjski
- 1781 – miasto powiatowe w namiestnictwie permskim